# (18555) Courant
(18555) Courant ist ein Asteroid des Hauptgürtels, der am 4. Februar 1997 vom italoamerikanischen Astronomen Paul G. Comba am Prescott-Observatorium (IAU-Code 684) in Arizona entdeckt wurde.
Der Asteroid wurde nach dem deutsch-amerikanischen Mathematiker Richard Courant (1888–1972) benannt, der nach seiner Emigration in die USA in New York City das Courant Institute for Mathematical Sciences gründete.